# Onthophagus tuzetae
Onthophagus tuzetae är en skalbaggsart som beskrevs av Walter och Yves Cambefort 1977. Onthophagus tuzetae ingår i släktet Onthophagus och familjen bladhorningar. Inga underarter finns listade i Catalogue of Life.